# 伯纳赛
伯纳赛（法語：Benassay，法語發音：[bənasɛ]）是法国新阿基坦大区维埃纳省的一个市镇，属于普瓦捷区。2019年，伯纳赛与临近的3个市镇合并为新市镇布瓦夫尔拉瓦莱。

## 地理
伯纳赛（46°33'33"N, 0°2'48"E）面积42.41 平方千米，位于法国新阿基坦大区维埃纳省，该省份为法国中西部省份，北起曼恩-卢瓦尔省和安德尔-卢瓦尔省，西接德塞夫勒省，南至夏朗德省，东南接上维埃纳省，东临安德尔省。
与伯纳赛接壤的市镇（或旧市镇、城区）包括：莱福日、瓦勒、沃讷河畔屈尔宰、拉蒂耶、拉沃索、桑赛。

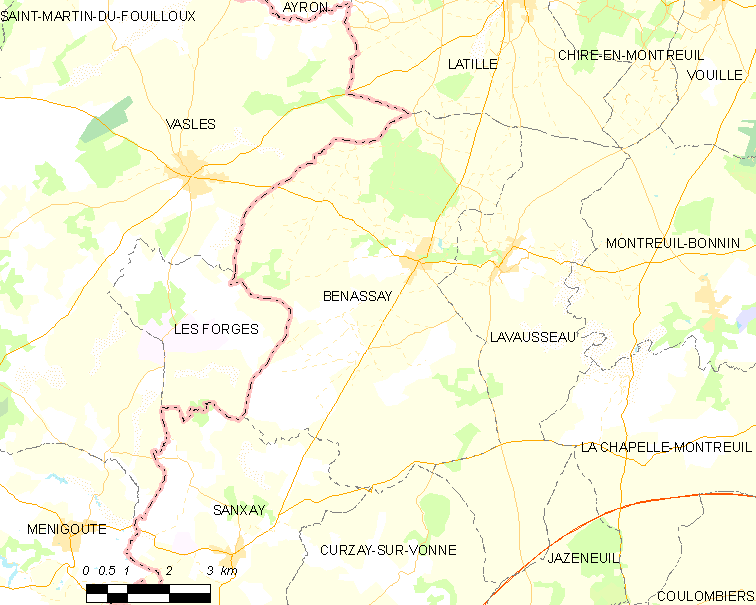
伯纳赛的OSM定位图

伯纳赛的时区为UTC+01:00、UTC+02:00（夏令时）。

## 行政
伯纳赛的邮政编码为86470，INSEE市镇编码为86021。

## 政治
伯纳赛所属的省级选区为武讷伊苏比亚尔县。

## 人口

1962-2008年间伯纳赛人口变化图示

伯纳赛于2018年1月1日时的人口数量为856人。